# Conmutador (matemática)
Este artículo trata del concepto matemático. Para el componente eléctrico, ver Conmutador (dispositivo)
En matemáticas, el conmutador indica hasta qué punto una determinada operación binaria no es conmutativa. Existen distintas definiciones utilizadas en la teoría de grupos y en la teoría de anillos.

## Teoría de grupos
El conmutador de dos elementos, g y h, de un grupo G, es el elemento
[g, h] = g−1h−1gh
Este elemento es igual a la identidad del grupo si y sólo si g y h conmutan (a partir de la definición gh = hg [g, h], siendo [g, h] igual a la identidad si y sólo si gh = hg).
El conjunto de todos los conmutadores de un grupo no es en general cerrado bajo la operación de grupo, pero el subgrupo de G generado por todos los conmutadores es cerrado y se denomina grupo derivado o subgrupo conmutador de G. Los conmutadores se utilizan para definir grupos nilpotentes y solubles y el mayor grupo abeliano cociente.
La definición del conmutador anterior se utiliza a lo largo de este artículo, pero muchos otros teóricos de grupos definen el conmutador como:
[g, h] = ghg−1h−1.

### Identidades (teoría de grupos)
Las identidades de conmutador son una herramienta importante en la teoría de grupos. La expresión ax denota el conjugado de a por x, definido como x-1ax.
1. {\displaystyle x^{y}=x[x,y].}
2. {\displaystyle [y,x]=[x,y]^{-1}.}
3. {\displaystyle [x,zy]=[x,y]\cdot [x,z]^{y}} y {\displaystyle [xz,y]=[x,y]^{z}\cdot [z,y].}
4. {\displaystyle \left[x,y^{-1}\right]=[y,x]^{y^{-1}}} y {\displaystyle \left[x^{-1},y\right]=[y,x]^{x^{-1}}.}
5. {\displaystyle \left[\left[x,y^{-1}\right],z\right]^{y}\cdot \left[\left[y,z^{-1}\right],x\right]^{z}\cdot \left[\left[z,x^{-1}\right],y\right]^{x}=1} y {\displaystyle \left[\left[x,y\right],z^{x}\right]\cdot \left[[z,x],y^{z}\right]\cdot \left[[y,z],x^{y}\right]=1.}

La identidad (5) también se conoce como identidad Hall-Witt, en honor a Philip Hall y Ernst Witt. Es un análogo en teoría de grupos de la identidad de Jacobi para el conmutador en teoría de anillos (véase la sección siguiente).
N.B., la definición anterior del conjugado de a por x es utilizada por algunos teóricos de grupos. Muchos otros teóricos de grupos definen el conjugado de a por x como xax-1.A menudo esto se escribe como {\displaystyle {}^{x}a}.  Para estos convenios se aplican identidades similares.
Se utilizan muchas identidades que son verdaderas módulo a ciertos subgrupos. Éstas pueden ser especialmente útiles en el estudio de grupos resolubles y grupos nilpotentes. Por ejemplo, en cualquier grupo, las segundas potencias se comportan bien:
{\displaystyle (xy)^{2}=x^{2}y^{2}[y,x][[y,x],y].}
Si el subgrupo derivado es central, entonces
{\displaystyle (xy)^{n}=x^{n}y^{n}[y,x]^{\binom {n}{2}}.}

## Teoría de los anillos
A menudo, los anillos no admiten la división. Así, el conmutador de dos elementos a y b de un anillo (o de cualquier álgebra asociativa) se define de forma diferente por:
{\displaystyle [a,b]=ab-ba.}
El conmutador es cero si y sólo si a y b conmutan. En álgebra lineal, si dos endomorfismos de un espacio están representados por matrices conmutativas en términos de una base, entonces también lo están en términos de todas las bases. Utilizando el conmutador como un soporte de Lie, toda álgebra asociativa puede convertirse en un álgebra de Lie.
El anticomutador de dos elementos a y b de un anillo o álgebra asociativa se define por:
{\displaystyle \{a,b\}=ab+ba.}
Algunas veces, {\displaystyle [a,b]_{+}} se utiliza para denotar el anticonmutador, mientras que {\displaystyle [a,b]_{-}} se utiliza entonces para el conmutador. El anticonmutador se utiliza con menos frecuencia, pero puede emplearse para definir álgebras de Clifford y álgebras de Jordan y en la derivación de la ecuación de Dirac en física de partículas.
El conmutador de dos operadores que actúan sobre un espacio de Hilbert es un concepto central de la mecánica cuántica, ya que cuantifica hasta qué punto los dos observables descritos por estos operadores pueden medirse simultáneamente. El principio de incertidumbre es, en última instancia, un teorema sobre dichos conmutadores, en virtud de la relación Robertson-Schrödinger. En el espacio de fases, los conmutadores equivalentes de los productos-estrella de funciones se denominan corchetes de Moyal y son completamente isomorfos a las estructuras de conmutadores del espacio de Hilbert mencionadas.

### Identidades (teoría de los anillos)
El conmutador tiene las siguientes propiedades:

#### Identidades de álgebra de Lie
1. {\displaystyle [A+B,C]=[A,C]+[B,C]}
2. {\displaystyle [A,BCD]=[A,B]CD+B[A,C]D+BC[A,D]}
3. {\displaystyle [A,BCDE]=[A,B]CDE+B[A,C]DE+BC[A,D]E+BCD[A,E]}
4. {\displaystyle [AB,C]=A[B,C]+[A,C]B}
5. {\displaystyle [ABC,D]=AB[C,D]+A[B,D]C+[A,D]BC}
6. {\displaystyle [ABCD,E]=ABC[D,E]+AB[C,E]D+A[B,E]CD+[A,E]BCD}
7. {\displaystyle [A,B+C]=[A,B]+[A,C]}
8. {\displaystyle [A+B,C+D]=[A,C]+[A,D]+[B,C]+[B,D]}
9. {\displaystyle [AB,CD]=A[B,C]D+[A,C]BD+CA[B,D]+C[A,D]B=A[B,C]D+AC[B,D]+[A,C]DB+C[A,D]B}
10. {\displaystyle [[A,C],[B,D]]=[[[A,B],C],D]+[[[B,C],D],A]+[[[C,D],A],B]+[[[D,A],B],C]}

Si A es un elemento fijo de un anillo R, la identidad (1) puede interpretarse como una regla de Leibniz para el mapa {\displaystyle \operatorname {ad} _{A}:R\rightarrow R} dado por {\displaystyle \operatorname {ad} _{A}(B)=[A,B]}.  En otras palabras, el mapa adA define una derivación en el anillo R. Las identidades (2), (3) representan reglas de Leibniz para más de dos factores, y son válidas para cualquier derivación. Las identidades (4)-(6) también pueden interpretarse como reglas de Leibniz. Las identidades (7), (8) expresan Z-bilinealidad.
De la identidad (9) se deduce que el conmutador de potencias enteras de elementos del anillo es:
{\displaystyle [A^{N},B^{M}]=\sum _{n=0}^{N-1}\sum _{m=0}^{M-1}A^{n}B^{m}[A,B]A^{N-n-1}B^{M-m-1}}
Algunas de las identidades anteriores pueden extenderse al anticonmutador utilizando la notación anterior ± subíndice. Por ejemplo:
1. {\displaystyle [AB,C]_{\pm }=A[B,C]_{-}+[A,C]_{\pm }B}
2. {\displaystyle [AB,CD]_{\pm }=A[B,C]_{-}D+AC[B,D]_{-}+[A,C]_{-}DB+C[A,D]_{\pm }B}
3. {\displaystyle [[A,B],[C,D]]=[[[B,C]_{+},A]_{+},D]-[[[B,D]_{+},A]_{+},C]+[[[A,D]_{+},B]_{+},C]-[[[A,C]_{+},B]_{+},D]}
4. {\displaystyle \left[A,[B,C]_{\pm }\right]+\left[B,[C,A]_{\pm }\right]+\left[C,[A,B]_{\pm }\right]=0}
5. {\displaystyle [A,BC]_{\pm }=[A,B]_{-}C+B[A,C]_{\pm }=[A,B]_{\pm }C\mp B[A,C]_{-}}
6. {\displaystyle [A,BC]=[A,B]_{\pm }C\mp B[A,C]_{\pm }}

#### Identidades exponenciales
Consideremos un anillo o álgebra en el que la exponencial {\displaystyle e^{A}=\exp(A)=1+A+{\tfrac {1}{2!}}A^{2}+\cdots } puede definirse con sentido, como un álgebra de Banach o un anillo de series de potencias formales.
En tal anillo, el lema de Hadamard aplicado a conmutadores anidados da:
{\displaystyle e^{A}Be^{-A}\ =\ B+[A,B]+{\frac {1}{2!}}[A,[A,B]]+{\frac {1}{3!}}[A,[A,[A,B]]]+\cdots \ =\ e^{\operatorname {ad} _{A}}(B).} (Para la última expresión, véase Derivación adjunta más adelante.) Esta fórmula subyace a la expansión Baker-Campbell-Hausdorff de log(exp(A) exp(B)).
Una expansión similar expresa el conmutador de grupo de expresiones {\displaystyle e^{A}} (análogos a los elementos de un grupo de Lie) en términos de una serie de conmutadores anidados (corchetes de Lie),
{\displaystyle e^{A}e^{B}e^{-A}e^{-B}=\exp \!\left([A,B]+{\frac {1}{2!}}[A{+}B,[A,B]]+{\frac {1}{3!}}\left({\frac {1}{2}}[A,[B,[B,A]]]+[A{+}B,[A{+}B,[A,B]]]\right)+\cdots \right).}

## Anillos graduados y álgebras
Cuando se trata de álgebras graduadas, el conmutador se suele sustituir por el conmutador graduado, definido en componentes homogéneas como:
{\displaystyle [\omega ,\eta ]_{gr}:=\omega \eta -(-1)^{\deg \omega \deg \eta }\eta \omega .}

## Derivación adjunta
Especialmente si se trata de conmutadores múltiples en un anillo R, resulta útil otra notación. Para un elemento {\displaystyle x\in R} definimos el mapeo adjunto {\displaystyle \mathrm {ad} _{x}:R\to R} por:
{\displaystyle \operatorname {ad} _{x}(y)=[x,y]=xy-yx.}
Este mapeo es una derivación sobre el anillo R:
{\displaystyle \mathrm {ad} _{x}\!(yz)\ =\ \mathrm {ad} _{x}\!(y)\,z\,+\,y\,\mathrm {ad} _{x}\!(z).}
Por la identidad de Jacobi, también es una derivación sobre la operación de conmutación:
{\displaystyle \mathrm {ad} _{x}[y,z]\ =\ [\mathrm {ad} _{x}\!(y),z]\,+\,[y,\mathrm {ad} _{x}\!(z)].}
Componiendo estas correspondencias, obtenemos, por ejemplo {\displaystyle \operatorname {ad} _{x}\operatorname {ad} _{y}(z)=[x,[y,z]\,]} y 
{\displaystyle \operatorname {ad} _{x}^{2}\!(z)\ =\ \operatorname {ad} _{x}\!(\operatorname {ad} _{x}\!(z))\ =\ [x,[x,z]\,].}
Podemos considerar al mismo {\displaystyle \mathrm {ad} } como mapeo, {\displaystyle \mathrm {ad} :R\to \mathrm {End} (R)}, donde {\displaystyle \mathrm {End} (R)}  es el anillo de correspondencias de R a sí mismo con la composición como operación de multiplicación. Entonces {\displaystyle \mathrm {ad} } es un homomorfismo del álgebra de Lie que preserva el conmutador:
{\displaystyle \operatorname {ad} _{[x,y]}=\left[\operatorname {ad} _{x},\operatorname {ad} _{y}\right].}
En cambio, no siempre es un homomorfismo de anillo: normalmente es {\displaystyle \operatorname {ad} _{xy}\,\neq \,\operatorname {ad} _{x}\operatorname {ad} _{y}}

### Regla general de Leibniz
La regla general de Leibniz, que expande derivadas repetidas de un producto, puede escribirse de forma abstracta utilizando la representación adyunta:
{\displaystyle x^{n}y=\sum _{k=0}^{n}{\binom {n}{k}}\operatorname {ad} _{x}^{k}\!(y)\,x^{n-k}.}
Reemplazando {\displaystyle x} mediante el operador de diferenciación {\displaystyle \partial } y {\displaystyle y} mediante el operador de multiplicación {\displaystyle m_{f}:g\mapsto fg}, obtenemos {\displaystyle \operatorname {ad} (\partial )(m_{f})=m_{\partial (f)}} y aplicando ambos lados a una función g, la identidad se convierte en la regla de Leibniz habitual para la derivada n {\displaystyle \partial ^{n}\!(fg)}

## Lectura adicional
- McKenzie, R.; Snow, J. (2005), «Congruence modular varieties: commutator theory»,  en Kudryavtsev, V. B.; Rosenberg, I. G., eds., Structural Theory of Automata, Semigroups, and Universal Algebra, NATO Science Series II 207, Springer, pp. 273-329, ISBN 9781402038174, doi:10.1007/1-4020-3817-8_11.